# Ordine del Crisantemo
L'Ordine del Crisantemo (菊花章?, kikkashō, Ordine del Fiore di Crisantemo), ufficialmente noto come Supremo Ordine del Crisantemo (大勲位菊花章?, daikun'i kikkashō, Grand'Ordine del Fiore di Crisantemo) è il più alto ordine cavalleresco del Giappone, fondato dall'Imperatore Meiji. Anche se tecnicamente l'ordine possiede una sola classe, esso può essere conferito con il collare o con il gran cordone.

## Storia
Il 27 dicembre 1876 (Meiji 9) fu istituito il Supremo Ordine del Crisantemo come ordine cavalleresco più alto dell'Impero del Giappone, superiore all'Ordine del Sol Levante, istituito l'anno precedente e primo ordine cavalleresco del Giappone. All'epoca, l'Ordine del Crisantemo era diviso in due classi: Gran Cordone del Supremo Ordine del Crisantemo (大勲位菊花大綬章?, daikun'i kikka daijushō), conferito sotto forma di gran cordone e appeso dalla spalla destra al fianco sinistro, e Supremo Ordine del Crisantemo (大勲位菊花章?, Daikun'i kikkashō), conferito sotto forma di stella appesa al lato sinistro del petto. Il 4 gennaio 1888 (Meiji 21) fu istituito il Collare del Supremo Ordine del Crisantemo (大勲位菊花章頸飾?, daikun'i kikkashō keishoku) e l'Ordine del Crisantemo aveva ufficialmente tre classi. Nonostante ciò, l'Ordine della Medaglia del Crisantemo non fu mai conferito da solo, ed era di fatto trattato come un emblema secondario del Gran Cordone e del Collare. In seguito alla revisione del sistema di onorificenze del 3 novembre 2003 (Heisei 15) questa situazione fu formalizzata e, mentre con il vecchio sistema la Stella veniva assegnata separatamente dal Gran Cordone o dal Collare, adesso, in conformità con gli altri ordini, vengono conferiti assieme.

## Classi
L'Ordine del Crisantemo nasce come ordine a una sola classe, tuttavia, può essere concesso con varie insegne:
- L'insegna di livello inferiore era la Stella (大勲位?, dai kun'i), che veniva concessa a tutti i cavalieri. Poteva essere concessa da sola, ma in pratica ciò non è mai successo.
- Ai cavalieri che avevano svolto un servizio distinto poteva essere concesso il Gran Cordone (大綬?, daiju), ma, poiché l'Ordine del Crisantemo prevedeva e prevede di per sé un servizio eccezionale, questa insegna viene concessa a tutti i cavalieri.
- L'insegna più importante è il Collare (頸飾?, keishoku), assegnato solo ai cavalieri con meriti assolutamente straordinari.

Non può succedere che il Collare dell'Ordine venga assegnato senza Stella e Gran Cordone. Se il decorato non possedeva queste insegne prima della premiazione, gli verranno assegnate assieme al Collare.
Secondo la legge giapponese e le convenzioni internazionali, bisogna indossare solo le insegne della classe più alta posseduta di ogni ordine, tuttavia il Collare dell'Ordine del Crisantemo non viene quasi mai indossato da solo, invece è spesso accompagnato da un Gran Cordone (in genere quello dell'Ordine dei Fiori di Paulonia, ma in passato anche quello dell'Ordine del Nibbio d'oro, oppure, in caso di visite internazionali, la fascia dell'ordine più alto del paese ospitante), perciò chi non possiede alcun Gran Cordone oltre a quello dell'Ordine del Crisantemo lo potrà indossare; in tal caso, comunque, è ugualmente accettabile non indossarne alcuno. Ad ogni modo, il Collare dell'Ordine del Crisantemo non dovrebbe avere una Stella da petto, viene quindi usata quella del grado di Gran Cordone.

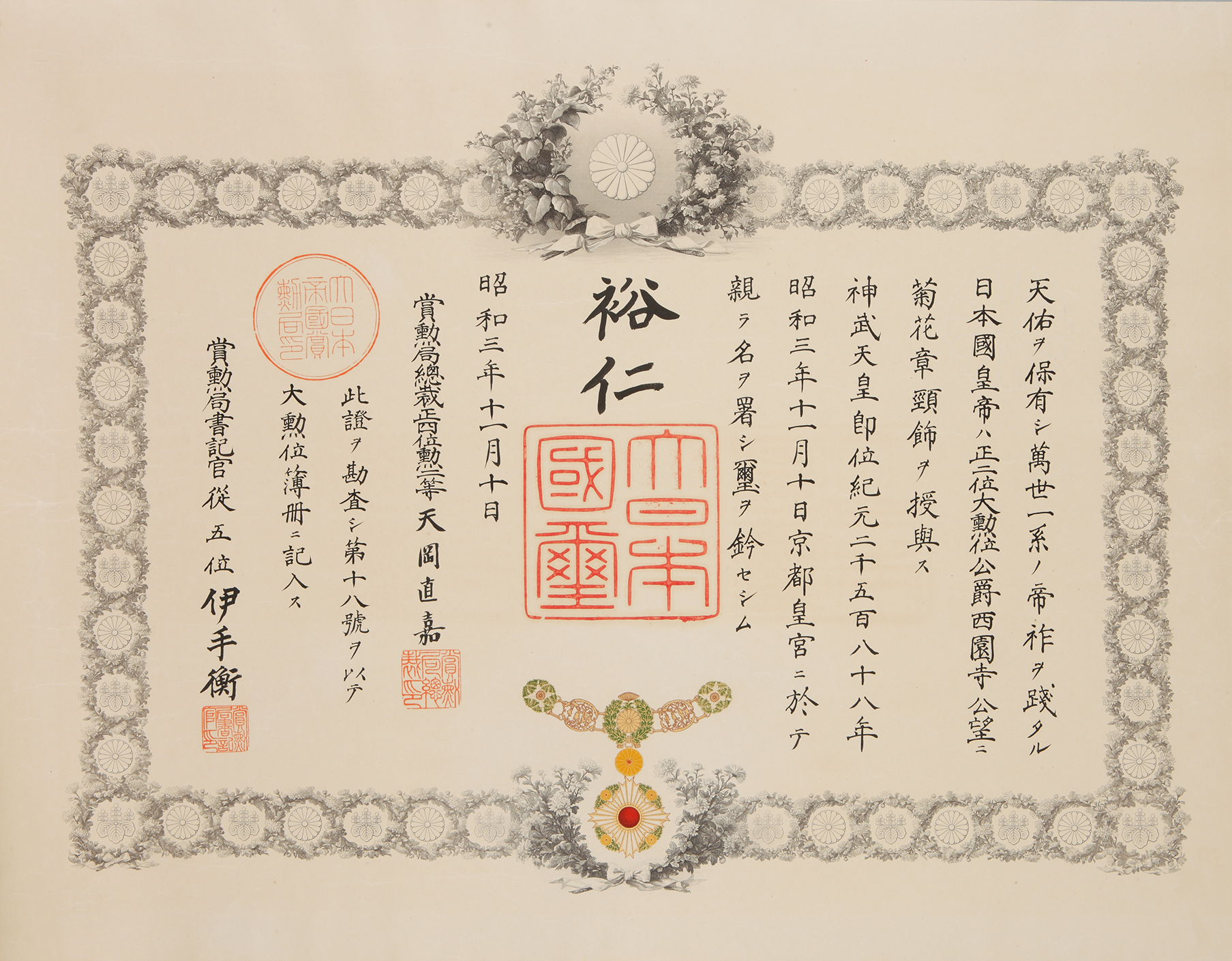
Attestato per il Collare dell'Ordine del Crisantemo

## Insegne
- La medaglia dell'ordine, in oro, consiste in una croce a 32 raggi (3 per ogni braccio e 5 tra un braccio e l'altro) smaltata di bianco con al centro un disco solare di colore rosso. In corrispondenza dei quattro angoli si trovano dei fiori di crisantemo smaltati di giallo con foglie smaltate di verde. La medaglia è sospesa al nastro o al collare attraverso un crisantemo smaltato di giallo. Per il gran cordone è in argento sterling e ha diametro di 76 mm, mentre per il collare è in oro 22K e ha diametro di 55 mm, ma, se l'occasione non è particolarmente formale, si può usare una semplice catenina in oro a cui viene appesa una medaglia di 45 mm.
- La stella dell'ordine ha un disegno simile a quello della medaglia ma è composta da una croce con braccia tripartite sormontata da una stella a otto braccia tripartite (con un raggio aggiuntivo tra un braccio e l'altro), per un totale di 12 raggi più 32, senza la sospensione attraverso il crisantemo. Viene portata sul lato sinistro del petto e viene concessa sia nel grado di collare che di gran cordone. Per entrambi è in argento e ha diametro di 91 mm.
- Il gran cordone dell'ordine consiste in una fascia rossa con una striscia blu per ciascun lato e viene portata dalla spalla destra al fianco sinistro. Per gli uomini è largo 100 mm (anche se, in passato, erano 117 mm), per le donne è largo 79 mm.

- Il collare dell'ordine consiste in una catena d'oro 22K composta da 12 placche a forma di crisantemo smaltato di giallo circondato da foglie smaltate di verde, alternate a 12 placche composte da rami e foglie intrecciati completamente in oro, ad eccezione delle due placche proprio dietro al collo, che sono entrambe crisantemi, in modo da garantire la simmetria, e sono unite da due anelli che possono essere aperti. Le placche sono unite tra loro da due anelli in oro per ogni giunzione, uno più piccolo verso l'interno e uno più grande verso l'esterno, in modo da dare al collare forma circolare. La placca al centro del petto è più grande ed è formata da un crisantemo circondato da una corona di foglie della stessa pianta. Nella parte alta ci sono due foglie viste di profilo, sormontate da un fiore visto anch'esso di profilo. La placca centrale ha raggio di 39 mm, le altre sono ellissi con asse maggiore di 28 mm e asse minore di 24 mm.
- La catenina è una versione ridotta del collare, forgiata anch'essa in oro 22K. Ha un disegno estremamente semplice per non apparire troppo vistosa.

     Attivo
     Abolito nel 2003
     Insegna secondaria
| Insegne                                     | Insegne                                                   | Insegne                                                 | Insegne                                                                      |
| ------------------------------------------- | --------------------------------------------------------- | ------------------------------------------------------- | ---------------------------------------------------------------------------- |
| Medaglia (大勲位菊花章?, daikun'i kikkashō) | Gran Cordone (大勲位菊花大綬章?, daikun'i kikka daijushō) | Collare (大勲位菊花章頸飾?, daikun'i kikkashō keishoku) | Catenina (略鎖?, ryaku kusari) e medaglietta (略章?, ryakushō) (per Collare) |

## Criteri di assegnazione
Attualmente, il Gran Cordone dell'Ordine del Crisantemo è l'onorificenza più alta a cui un cittadino giapponese non appartenente alla Famiglia Imperiale possa aspirare in vita, ma si tratta comunque di un'eventualità estremamente rara, poiché sia il Collare che il Gran Cordone vengono generalmente conferiti postumi. L'ultimo collare è stato assegnato l'11 luglio 2022 (Reiwa 4) a Shinzō Abe.

## Insigniti notabili

### Collare
- Naruhito
- Akihito
- Carlo III del Regno Unito
- Elisabetta II del Regno Unito
- Margherita II di Danimarca
- Harald V di Norvegia
- Carlo XVI Gustavo di Svezia
- Muhammad VI del Marocco
- Abd Allah II di Giordania, 1999
- Tuanku Syed Sirajuddin, 2005
- Azlan Shah di Perak, 1991
- Abdul Halim di Malesia, 1970
- Hassanal Bolkiah, 1984
- Qabus dell'Oman
- Guglielmo Alessandro dei Paesi Bassi, 2014
- Filippo del Belgio, 2016
- Filippo VI di Spagna, 2017
- Jigme Singye Wangchuck, 1987
- Norodom Sihanouk, 1968
- Khalifa bin Hamad al-Thani, 1984
- Bhumibol Adulyadej, 1963
- Juan Carlos I di Spagna, 1980
- Imperatore Mutsuhito (1852-1912)
- Taishō (1879-1926)
- Hirohito (1901-1989)
- Guangxu (1872-1908)
- Gojong di Corea (1852-1919)
- Sunjong di Corea (1874-1926)
- Tuanku Syed Sirajuddin (1920-2000)
- Hailé Selassié (1892-1974)
- Ismail Nasiruddin di Terengganu (1906-1979)
- Alfonso XIII di Spagna (1886-1941)
- Vittorio Emanuele III di Savoia (1869-1947)
- Kanin Kotohito (1865-1945)
- Birendra del Nepal (1945-2001)
- Mahendra del Nepal (1920-1972)
- Mohammed Zahir Shah (1914-2007)
- Fu'ad I d'Egitto (1868-1936)
- Fārūq I d'Egitto (1920-1965)
- Husayn di Giordania (1935-1999)
- Jabir III al-Ahmad al-Jabir Al Sabah (1926-2006)
- Mohammad Reza Pahlavi (1919-1980)
- Tōgō Heihachirō (1848-1934)
- Kalākaua delle Hawaii (1836-1891)

### Gran Cordone

#### Famiglia Imperiale
- Akihito
- Naruhito
- Principe Akishino
- Principe Hitachi
- Principe Mikasa

#### Cittadini giapponesi
- Shinzō Abe
- Yasuhiro Nakasone
- Nobusuke Kishi (1896–1987)
- Keizō Obuchi (1937-2000)
- Sanjō Sanetomi (1837-1891)
- Noboru Takeshita (1924-2000)
- Tōgō Heihachirō (1848-1934)
- Isoroku Yamamoto (1884-1943)

#### Personalità straniere
- Elisabetta II del Regno Unito
- Filippo di Edimburgo
- Carlo III del Regno Unito
- Vittoria di Svezia
- Toomas Hendrik Ilves
- Valdas Adamkus
- Aleksander Kwaśniewski
- Vaira Vīķe-Freiberga
- Federico X di Danimarca
- Gioacchino di Danimarca
- Gloria Macapagal-Arroyo
- Aishwarya del Nepal (1949-2001)
- Dipendra del Nepal (1971-2001)
- Dwight Eisenhower (1890-1969)
- Henry, duca di Gloucester (1900-1974)
- Benito Mussolini (1883-1945)
- Álvaro Obregón (1880-1928)
- Prajadhipok (1893-1941)
- Pu Yi (1906-1967)
- Ronald Reagan (1911-2004)
- Samuel Robinson (1870-1958)
- Amhà Selassié (1916-1997)
- Norodom Suramarit, Re di Cambogia. (1896-1960)
- Morohashi Tetsuji (1993)-1982)
- Josip Broz Tito (1892-1980)
- Yi Kang (1877-1955)
- Vong Savang (1931-1978)
- Euimin di Corea (1897-1970)